# الیورا مارکوویچ
الیورا مارکوویچ (سیریلیک صربی: Оливера Марковић؛ ‏ ۳ مهٔ ۱۹۲۵ – ۲ ژوئیهٔ ۲۰۱۱) بازیگر اهل پادشاهی یوگسلاوی بود.
از فیلم‌ها یا برنامه‌های تلویزیونی که وی در آن نقش داشته‌است، می‌توان به در عشق، هر لذتی با رنج همراه است، نگاه خیره اولیس، بانو مکبث سیبریایی و سرزمین موعود اشاره کرد.